# 2008年9月臺灣
| << | 2008年9月 （民國97年） | >> |    |    |    |    |
| \| 日 \| 一 \| 二 \| 三 \| 四 \| 五 \| 六 \| \| \| 1 \| 2 \| 3 \| 4 \| 5 \| 6 \| \| 7 \| 8 \| 9 \| 10 \| 11 \| 12 \| 13 \| \| 14 \| 15 \| 16 \| 17 \| 18 \| 19 \| 20 \| \| 21 \| 22 \| 23 \| 24 \| 25 \| 26 \| 27 \| \| 28 \| 29 \| 30 \| \| \| \| \| \| \| \| \| \| \| \| \| |                        |    |    |    |    |    |
| 臺灣新聞動態／維基新聞 |                        |    |    |    |    |    |
| 世界／中国大陆／臺灣 |                        |    |    |    |    |    |
| 日 | 一                     | 二 | 三 | 四 | 五 | 六 |
| | 1                      | 2  | 3  | 4  | 5  | 6  |
| 7 | 8                      | 9  | 10 | 11 | 12 | 13 |
| 14 | 15                     | 16 | 17 | 18 | 19 | 20 |
| 21 | 22                     | 23 | 24 | 25 | 26 | 27 |
| 28 | 29                     | 30 |    |    |    |    |
| |                        |    |    |    |    |    |

## 9月30日
- 疑似毒奶製品再添一件，晨鴻有限公司自馬來西亞進口銷售的嗨一點「奶概多vs起士三明治」，驗出三聚氰胺含量達29.818ppm，其中大部分銷往好市多量販店。廠商登記地所在的臺北縣政府已派員調查並查封。yam天空新聞─中央社（页面存档备份，存于）自由時報

## 9月29日
- 中度颱風薔蜜的暴風中心，在上午4時20分在桃園附近出海，進入台灣海峽海面。下午5時30分，中央氣象局解除薔蜜颱風的陸上颱風警報，隨後於下午11時30分解除海上颱風警報。yam天空新聞─中央社１（页面存档备份，存于）２（页面存档备份，存于）３

## 9月28日
- 強烈颱風薔蜜的暴風中心，下午3時40分從宜蘭南澳附近登陸，全台各地陸續傳出災情。yam天空新聞─中央社１（页面存档备份，存于）２（页面存档备份，存于）
  - 首當其衝的宜蘭，下午有一輛遊覽車在北宜高速公路蘇澳交流道附近路段被強風吹翻，車上45名乘客中有12人受到輕重傷。yam天空新聞─中央社（页面存档备份，存于）中廣新聞網（页面存档备份，存于）
  - 全台各地的停電戶數，累計曾突破85萬戶，創下今年風災最高紀錄。yam天空新聞─中央社（页面存档备份，存于）

## 9月27日
- 中央氣象局在昨日下午11時30分發布強烈颱風薔蜜的海上颱風警報，之後於上午8時30分發布海上陸上颱風警報，全台各地均應嚴加戒備。yam天空新聞─中央社１（页面存档备份，存于）２

## 9月26日
- 由於財務狀況持續惡化，金管會指派存保公司接管慶豐銀行，並委由台灣銀行經營管理，為金融重建基金（RTC）列管的七家銀行中，最後被政府接管者。yam天空新聞─中央社１（页面存档备份，存于）２（页面存档备份，存于）

## 9月25日
- 由於衛生署於昨日晚間宣布三聚氰胺檢驗標準由不得驗出放寬為2.5ppm，標準一日三變引起社會輿論譁然，衛生署署長林芳郁在中午召開記者會宣布請辭，其職缺將由總統府副秘書長葉金川接任。yam天空新聞─中央社１（页面存档备份，存于）２（页面存档备份，存于）行政院新聞局

## 9月24日
- 鑒於2008年中国奶制品污染事件影響國內食品業者甚巨，衛生署於晚間宣布各類食品的三聚氰胺檢驗標準由0ppm（等同不得含有三聚氰胺）放寬為2.5ppm。先前查驗食品原料含有微量三聚氰胺的六和化工、汎昇實業等兩家業者，其遭封存的產品將就地解禁。yam天空新聞─中央社１（页面存档备份，存于）２（页面存档备份，存于）３（页面存档备份，存于）

## 9月23日
- 中央氣象局於上午2時30分解除中度颱風哈格比的陸上颱風警報，之後於上午8時30分解除海上颱風警報。yam天空新聞─中央社（页面存档备份，存于）
- 屆於2008年中国奶制品污染事件影響加劇，行政院在晚間緊急召集相關部會，決議市售的食品（與原料）中含有中國製造的植物性蛋白者，必須在24小時內全部下架。中國時報自由時報

## 9月22日
- 中央氣象局於凌晨2時30分發布中度颱風哈格比的海上陸上颱風警報，陸上警戒範圍為屏東、恆春半島、台東、綠島、蘭嶼。yam天空新聞─中央社（页面存档备份，存于）
- 台北市響應國際無車日，今日上午7時至下午5時於信義商圈實施封街，禁止私人車輛進入。yam天空新聞─中央社１（页面存档备份，存于）２（页面存档备份，存于）
- 馬英九總統在府內接見兩岸清華大學校友時表示，教育部已經準備承認中國大陸學歷，並開放大陸籍學生來台就學，最快明年就可實施。這是馬英九就任總統後，首度明確宣示承認大陸學歷及開放時程。中國時報自由時報

## 9月21日
- 台鐵南港專案完工，凌晨完成地下新線切換，松山、南港車站地下化站體啟用，台北市僅存的六個平交道全部消除，縱貫線五堵至板橋段成為無平交道路段。yam天空新聞─中央社（页面存档备份，存于）自由時報NOWnews─東森新聞（页面存档备份，存于）
- 金車公司主動通報衛生署該公司八種添加中國製奶精的沖泡式飲品受到三聚氰胺污染，已通知各通路全面下架回收；衛生署下令即日起禁止所有中國奶粉及奶製品進口。

## 9月20日
- 中華航空687號班機由台北飛往峇里島，飛經馬來西亞上空時遭遇晴空亂流，機身於十秒鐘內上下劇烈震動100至200英呎，造成機上30人受傷，其中6人傷勢較重需住院觀察。自由時報NOWnews─東森新聞（页面存档备份，存于）

## 9月19日
- 國民黨立委林郁方在立法院總質詢時爆料，不含巴紐案，前國安會秘書長邱義仁任內，在2003年～2007年間，至少八次動用外交機密預算，總金額超過七百五十五萬美元（約新台幣兩億三千七百八十萬元），未交代實際動支的明細。自由時報

## 9月18日
- 國片《海角七號》票房即將突破新台幣1億元，導演魏德聖及男主角范逸臣、女主角田中千繪在內的主要演員，在取景地之一的墾丁夏都沙灘酒店舉行慶功宴，范逸臣並履行票房破億即裸泳的諾言，在酒店旁的海灘下海裸泳。

## 9月17日
- 行政院跨部會會議通過教育部的提案，決議調整已使用六年的中文譯音政策，由通用拼音改採中國所創的漢語拼音，部分學者指其為意識形態領政。教育部將先行修正《中文譯音使用原則》，一個月內報行政院核定。yam天空新聞─中央社（页面存档备份，存于）教育電台[]自由時報
- 在行政院長劉兆玄的主持之下，位於台北市松江路志清大樓的國家書店松江門市及網路書店同步開幕，共有五百多個機關、兩萬多種政府出版品展售。yam天空新聞─中央社（页面存档备份，存于）
- 2008年中国奶制品污染事件影響家數擴大，行政院長劉兆玄在上午緊急召集跨部會研商，作出四大決議：即日起全面禁止中國22家乳製品商進口、經濟部從嚴查核流程、已進口部分全面下架禁止販售、兩岸就食品安全進行協商。自由時報
- 台灣入聯之「有意義參與聯合國專門機構」案，於美東時間17日再度遭中國封殺。自由時報

事後，美國常駐聯合國代表團發表聲明，支持台灣參與不以國家資格為要件的國際組織，包括世界貿易組織（WTO）、亞太經濟合作會議（APEC）論壇等。

## 9月16日
- 因應雷曼兄弟破產風暴襲擊全球金融市場，央行宣布調降新台幣活期和定期存款準備率各1.25％和0.75％，預計央行將釋出約新台幣兩千億元資金，將可使國內金融體系的資金更為充裕。自由時報
- 中央氣象局於下午2時30分，解除對輕度颱風辛樂克的海上颱風警報。根據行政院中央災害應變中心統計，此次風災共造成11人死亡、11人失蹤。yam天空新聞─中央社１（页面存档备份，存于）２（页面存档备份，存于）
- 監察委員李復甸連續三天約詢特偵組檢察官，就扁家洗錢案及國務機要費案進行調查，但並非進行行政調查，而是就洗錢案偵辦沒有羈押及拘提，沒有對陳致中夫婦執行搜索、扣押提出質問。部分特偵組檢察官表示，此舉已有干預司法之虞。自由時報

## 9月15日
- 中央氣象局於晚間20時30分，解除對輕度颱風辛樂克的陸上颱風警報。yam天空新聞─中央社
- 受到辛樂克颱風帶來的豪大雨影響，聯外道路完全中斷的南投縣仁愛鄉廬山溫泉區災情慘重，多家溫泉飯店地基遭掏空或淹水，其中六樓高的綺麗溫泉飯店在下午近5時被洪水沖刷倒塌。yam天空新聞─中央社（页面存档备份，存于）
- 受到辛樂克颱風帶來的豪大雨影響，方才搶修中的南投縣信義鄉台21線豐丘明隧道於傍晚5時10分再次發生坍方，造成多輛汽機車遭到掩埋。yam天空新聞─中央社１（页面存档备份，存于）２（页面存档备份，存于）３

## 9月14日
- 台中縣豐原市與后里鄉間的交通要道豐大橋，.晚間7時左右發生斷橋意外，橋墩斷裂造成北上車道的部分橋面崩塌掉落大甲溪中。已知共有6人失蹤。yam天空新聞─中央社（页面存档备份，存于）中國時報自由時報
- 高雄捷運橘線通車，即日起開放免費試乘至21日，高雄捷運初期十字路網正式成形。自由時報

## 9月13日
- 中國毒奶粉銷往台灣，已流入9縣市，衛生署展開全面追查。自由時報MSN台灣新聞

## 9月12日
- 中央氣象局於清晨5時30分針對強烈颱風辛樂克發布海上陸上颱風警報，全台各地均應嚴加戒備。yam天空新聞─中央社（页面存档备份，存于）

## 9月11日
- 中央氣象局在8時30分，針對中度颱風辛樂克發布海上颱風警報，並在14時將此颱風強度增強為強烈颱風。yam天空新聞─中央社１（页面存档备份，存于）２（页面存档备份，存于）中廣新聞網（页面存档备份，存于）

## 9月10日
- 金門縣營企業金門酒廠公司董事長雷倩，下午主持公司董事會後突然宣布請辭，並立即於晚間搭機返台。yam天空新聞─中央社
- 高鐵苗栗站特定區工程，上午在後龍鎮126縣道及新闢高鐵聯絡道間舉行動土典禮，預計2010年底完工。大紀元時報─中央社[]

## 9月9日
- 證券交易稅調降方案遲遲未定，財政部表示，政府考慮將證交稅減半而非停徵，實施時間最短為三個月、六個月，最長為一年等方案。但為避免股市穩定後無法調升，財政部傾向訂定落日條款，實施一定期限後，仍要調回千分之三。自由時報

## 9月8日
- 受到美國財政部接管「二房」（房地美、房利美）的利多消息激勵，加上近日政府出面釋出利多政策，台股今日大漲351.41點，加權指數以6658點作收，創下近六年來最大的5.6％單日漲幅。 自由時報[]
- 台中市中國醫藥大學附設醫院驚傳電梯墜落意外。21名院內醫師在立夫醫療大樓準備搭乘電梯下樓時，電梯突從21樓直墜往生室所在的地下4樓，所幸僅數名醫師受到輕傷。自由時報

## 9月7日
- 因應台股連日重挫行情，金管會宣布自本週開始實施多項刺激市場買氣措施，包括鼓勵績優公司業績發表會、上市櫃公司庫藏股、董監購買自家股票、投信及銀行入市，以及調降金控庫藏股門檻等，估計可為股市注入活水至少新台幣1600億元的資金。中國時報自由時報[]

## 9月6日
- 九十六年運動精英獎在國父紀念館大禮堂進行頒獎典禮，北京奧運跆拳道國手宋玉麒與父親宋景宏聯袂抱回年度最佳男子運動員與最佳教練大獎，最佳女子運動員則由旅美高球小將曾雅妮獲得。自由時報[]
- 2008年北京殘奧開幕，中華台北代表團共派出17名選手參賽。由於此次殘奧的入場順序以簡體中文筆劃為準，而非歷屆慣用的英文排序，故在運動員進場時，代表團成員特別排成英文的「T」字型入場以表達抗議。自由時報[]

## 9月5日
- 台北地檢署偵辦巴紐案，今日依偽造文書及誣告罪將重要關係人吳思材起訴，並再度向台北地院聲押獲准。yam天空新聞─中央社（页面存档备份，存于）自由時報
- 中油於傍晚宣布調降國內汽、柴油批售價格，從明日（9月5日）零時起，92、95及98無鉛汽油批售價格每公升調降0.9元（新台幣），各式柴油批售價格每公升調降1元。台塑石化隨後跟進，宣布汽油（含92、95、98）每公升調降0.9元、超級柴油每公升調降1元。yam天空新聞─中央社１（页面存档备份，存于）２（页面存档备份，存于）

## 9月4日
- 馬英九總統於8月26日接受墨西哥《太陽報》董事長瓦斯蓋茲專訪時指出，「兩岸非國與國，屬特別關係」。自由時報

## 9月3日
- 內政部要求台灣社對8月30日在台北舉辦之830百日怒吼大遊行提出說明，台灣社指其為白色恐怖、秋後算帳。自由時報
- 馬英九總統日前接受媒體專訪指出，他在大選時提出的「六三三」經濟政見，不管是現在或未來一年，都很難讓政府實現經濟成長率6％的目標。他希望在2016年，即他連任後的最後一年達成目標，「完成的時間可能稍微延後」。自由時報

## 9月2日
- 國防部放棄雄二E巡弋飛彈研發，立法委員蔡同榮嘲諷說，馬英九弱化台灣國防，是為台灣打造一條「馬其弱防線」。自由時報
- 悠遊卡公司召開臨時董事會，會中通過由前副總統連戰長子連勝文擔任董事長。yam天空新聞─中央社（页面存档备份，存于）

## 9月1日
- 由於馬英九總統主張外交休兵政策，「非洲友台協會」已不再籌組。自由時報
- 今天是國中、小學開學日。由於少子化和人口外移影響，全台偏遠地區的國小新生人數逐年減少，今年情形更加嚴重，澎湖、新竹、台東、宜蘭及南投縣共有九所國小都僅見新生一人；而外島的馬祖東莒國小更發生首次「掛零」的情形。